# Walter Loeffler (Architekt)
Walter Loeffler, auch: Walter Löffler, Walter Löfler und Walther Theodor Löffler (* 11. März 1898 in Altnuifra; † 1938 bei Frankfurt am Main), war ein deutscher Architekt und Opfer der Diktatur der Nationalsozialisten.

## Leben
Walter Loeffler war der Sohn des Zeichenlehrers Gottlieb Samuel Löffler und dessen Ehefrau Elise Regine, geb. Keller. Er wuchs als Einzelkind auf, studierte Architektur und heiratete im Jahr 1922 in Stuttgart Gertrud Hermann. Aus dieser Ehe ging ein Sohn namens Thomas hervor.
Loeffler war in Berlin von 1929 bis 1931 Assistent bei Heinrich Tessenow und damit ein Kollege Albert Speers. In seiner Zeit bei Tessenow war er an der Umgestaltung der Neuen Wache zum Reichsehrenmal beteiligt. Später zog er nach Frankfurt am Main, wo er als Nachfolger Franz Schusters Leiter der Innenarchitekturklasse an der Städelschule wurde. 1935 publizierte er sein Werk Kleines Wohnhaus. Er erhielt Anfang 1937 den Auftrag, das Gebäude Neue Mainzer Straße 57, das dem emigrierten Paul Hirsch gehört hatte, für das Frankfurter Modeamt umzugestalten.
Das Ehepaar Loeffler geriet aber in dieser Zeit ins Blickfeld der Gestapo. Laut Ulrich Kull hatte Walter Loeffler einem jüdischen Studenten, der emigrieren wollte, dabei geholfen, vorher noch seine Diplomarbeit fertigzustellen, so dass er mit einer abgeschlossenen Ausbildung auswandern konnte, anderen Quellen zufolge hatte er 1934 einen Regimegegner beherbergt, Kontakte zu Linken gehabt oder in seiner Wohnung Flugblätter gegen das Naziregime vervielfältigt.
1938 wurde Loeffler jedenfalls von der Gestapo verhört und bedrängt; sein Pass wurde eingezogen. Kurz vor der Eröffnung des umgebauten Hauses anlässlich des fünfjährigen Bestehens des Frankfurter Modeamts am 19. November 1938 beging das Ehepaar Loeffler Selbstmord, kaschiert als Autounfall. Loefflers Name durfte dann offenbar nicht mehr im Zusammenhang mit dem Modeamt erwähnt werden, weshalb nun Margarethe Klimt offiziell als federführende Kraft des Umbaus galt.
Walter und Gertrud Loeffler wurden, ebenso wie später Loefflers Eltern, auf dem Neuen Friedhof in Ludwigsburg beigesetzt. Der Sohn, der zur SS eingezogen werden sollte, meldete sich stattdessen zur Wehrmacht und kam im Zweiten Weltkrieg um.